# Gällaryd
Gällaryd är kyrkby i Gällaryds socken och en småort i Värnamo kommun i Jönköpings län.
Gällaryds kyrka finns här.